# Martin Scorsese
Martin Luciano Scorsese (Nova York, 17 de novembre de 1942) és un director de cinema estatunidenc.
El treball principal de Scorsese tracta temes com la identitat dels italoamericans, els conceptes catòlics de culpa i redempció, i la violència endèmica en la societat americana. L'any 2007 guanyà, finalment, l'Oscar com a director pel film Infiltrats, un premi que se li resistia malgrat haver estat nominat diverses vegades.
Un dels seus treballs va ser un curtmetratge titulat The Key to Reserva (2007), d'uns nou minuts i mig de durada, i que va ser l'aposta de Freixenet per al seu anunci de cava per a les Festes de Nadal d'aquell any.

## Biografia
Descendent d'immigrants sicilians, va néixer a Queens, Nova York, però va créixer al barri de Little Italy de la mateixa ciutat, escenari de moltes de les seves pel·lícules. Els seus pares eren Luciano Charles Scorsese i Catherine Cappa, tots dos treballadors de la indústria tèxtil i pares d'un altre nen anomenat Frank, més gran que Martin. Asmàtic des de la seva infància, aspecte que el va apartar de les pràctiques esportives, el jove Scorsese en principi va tenir la vocació de capellà i va ingressar un temps al seminari de Cathedral College.
Influenciat per John Ford, Orson Welles, Luchino Visconti, Federico Fellini i sobretot, Michael Powell, Martin Scorsese va començar a rodar els seus primers curts, com Vesuvius VI (1959) i, poc després, el 1963, es va incorporar a la Universitat de Nova York per estudiar cinematografia, la seva gran passió al costat del món del rock. En aquest període va rodar diversos curtmetratges i el 1966 es va graduar. Després va exercir com a professor adjunt durant un temps a la mateixa universitat en la qual va cursar els seus estudis. El 1965 es va casar amb Laraine Brennan.
El seu primer llargmetratge va ser Who's That Knocking at My Door? (1967), un drama urbà de tall autobiogràfic protagonitzat per Zina Bethune i Harvey Keitel. El film estava editat per Thelma Schoonmaker, la seva habitual col·laboradora i peça clau en el triomf artístic dels seus futurs i millors projectes. Després d'escriure el guió de la pel·lícula Obsessions (1969), una coproducció germano-neerlandesa, va treballar com a muntador i ajudant de direcció en el documental Woodstock (1970), i dirigir un altre documental, Street Scenes (1970). Martin Scorsese va col·laborar amb Roger Corman en la producció per dirigir Boxcar Bertha (1972), un thriller criminal compromès ambientat en els anys 1930 que estava protagonitzat per Barbara Hershey i David Carradine.
El 1973 arriba la primera gran pel·lícula i també la primera de les fructíferes col·laboracions amb l'actor Robert De Niro Mean streets, que protagonitzarà amb posterioritat a la mateixa dècada títols com Taxi Driver (1976), on formaria equip per primera vegada amb el guionista Paul Schrader, o New York, New York (1977), film en el que apareixia Liza Minnelli, actriu amb la qual el director mantindria un breu romanç. El 1974 Scorsese dirigir un nou documental, Italianamerican, en el qual entrevistava als seus propis pares, i Alícia ja no viu aquí, drama psicològic i romàntic protagonitzat per Ellen Burstyn, que guanyaria l'Oscar a la millor actriu.
A final de l'any 1975, després del divorci amb Laraine i una relació amb la productora Sandy Weintraub, Martin es va casar amb la guionista Julia Cameron, amb qui tindria la seva filla Domenica. Anteriorment, amb Laraine Brennan, havia estat pare d'una altra nena anomenada Cathy, qui més tard va aparèixer com a actriu en diverses de les seves pel·lícules. A final del decenni l'autor novaiorquès va rodar dos nous documentals: The Last Waltz (1978), fenomenal pel·lícula sobre l'últim concert del grup The Band, i American Boy: A Profile of Steven Prince (1978), que narrava les experiències d'un jove gai jueu. El matrimoni amb Laraine es va trencar pocs anys després del seu casament i el 1979 Martin va contraure matrimoni amb l'actriu Isabella Rossellini.
Toro Salvatge (1980), un biopic dramatitzat sobre les vivències del boxejador Jake LaMotta li va valer un Oscar a Robert de Niro i un altre a Thelma Schoonmaker. Scorsese no va rebre fins aquesta aquesta pel·lícula la seva primera nominació com a director. Posteriorment va rodar l'amarga comèdia The King of Comedy (1983), amb la parella Robert de Niro i Jerry Lewis, i Quina nit! (1985), comèdia sofisticada i embogida, plena de força amb un treball inoblidable de Griffin Dunne.
Després va recuperar la novel·la de Walter Tevis, per fer una seqüela de El vividor de Robert Rossen a El color del diner (1986), títol protagonitzat per Paul Newman i Tom Cruise. Newman aconseguiria l'Oscar al millor actor per aquesta pel·lícula. El 1983 es divorciaria d'Isabella Rossellini i dos anys després es va casar amb la productora Barbara De Fina. Amb The Last Temptation of Christ (1988), adaptació de la novel·la de Nikos Kazantzakis amb Willem Dafoe en el paper principal i música de Peter Gabriel, es va originar una estèril polèmica amb els grups religiosos més radicals, que va servir per popularitzar molt més el film, que de controvèrsia en tenia més aviat poc. El film li va valer la seva tercera nominació en la categoria de millor director. El seu últim treball en aquest decenni va ser el rodatge d'un episodi d'Històries de Nova York (1989), pel·lícula que comptava amb la participació de dos il·lustres realitzadors, Woody Allen i Francis Ford Coppola.
El 1990 va tornar a ser candidat al premi Oscar pel film de mafiosos Un dels nostres, novament amb Robert De Niro. Posteriorment va rodar el remake El cap de la por (1991), va adaptar la novel·la d'Edith Wharton a L'edat de la innocència (1993), va tornar al cinema de gàngsters amb Casino (1995), amb la vida del Dalai Lama a Kundun (1997) i va portar a la pantalla el llibre de Joe Connelly en el drama urbà i psicològic Bringing Out the Dead (1999).
El 1991 es va separar de Barbara i va mantenir una curta relació amb Ileana Douglas abans de tornar a casar-se el 1999, ara amb l'editora literària Helen Morris, amb qui va tenir a la seva tercera filla, anomenada Francesca.
Els seus últims treballs varen tenir tres col·laboracions consecutives amb l'actor Leonardo DiCaprio: Gangs of New York (2002), film històric ambientat en la Nova York del segle xix per la que va ser de nou nominat a l'Oscar, L'aviador (2004), que narra la vida del magnat Howard Hughes amb el que va tornar a optar a l'estatueta com a millor director i millor pel·lícula, i Infiltrats (2006), remake d'un film de mafiosos de Hong Kong, que suposà per fi que guanyés l'Oscar al millor director i a la millor pel·lícula. Killers of the Flower Moon fou la seva desena col·laboració amb Robert De Niro i sisena amb DiCaprio.
La película Killers of the Flower Moon està nominada a 10 oscars en l'edició número 96.

## Filmografia
Com a director:
- 1967 The Big Shave
- 1968 Who's That Knocking At My Door
- 1972 Boxcar Bertha
- 1973 Mean Streets
- 1974 Alícia ja no viu aquí
- 1976 Taxi Driver
- 1977 New York, New York
- 1978 The Last Waltz (documental)
- 1980 Toro salvatge
- 1983 The King Of The Comedy
- 1985 Quina nit!
- 1986 El color del diner
- 1988 The Last Temptation of Christ
- 1989 Històries de Nova York
- 1990 Un dels nostres (Goodfellas)
- 1991 El cap de la por
- 1991 Acorralat per la justícia (Guilty by Suspicion)
- 1993 L'edat de la innocència
- 1995 A Personal Journey With Martin Scorsese
- 1995 Casino
- 1997 Kundun
- 1999 Bringing Out The Dead
- 1999 Il Mio viaggio in Italia
- 2002 Gangs of New York
- 2003 The Blues
- 2004 L'aviador
- 2005 No Direction Home: Bob Dylan (documental)
- 2006 Infiltrats
- 2008 Shine a Light (documental)
- 2010 Shutter Island
- 2011 Hugo[11]
- 2013 The Wolf of Wall Street
- 2016 Silence
- 2019 Rolling Thunder Revue: A Bob Dylan Story by Martin Scorsese
- 2019 The Irishman
- 2023 Killers of the Flower Moon

## Premis i nominacions

### Premis Oscar
| Any  | Categoria           | Pel·lícula                    | Resultat  |
| ---- | ------------------- | ----------------------------- | --------- |
| 1981 | Millor director     | Toro salvatge                 | Candidat  |
| 1989 | Millor director     | The Last Temptation of Christ | Candidat  |
| 1991 | Millor director     | Un dels nostres               | Candidat  |
| 1991 | Millor guió adaptat | Un dels nostres               | Candidat  |
| 1994 | Millor guió adaptat | L'edat de la innocència       | Candidat  |
| 2003 | Millor director     | Gangs of New York             | Candidat  |
| 2005 | Millor director     | L'aviador                     | Candidat  |
| 2007 | Millor director     | Infiltrats                    | Guanyador |
| 2012 | Millor pel·lícula   | Hugo                          | Candidat  |
| 2012 | Millor director     | Hugo                          | Candidat  |

### Premis Globus d'Or
| Any  | Categoria              | Pel·lícula              | Resultat  |
| ---- | ---------------------- | ----------------------- | --------- |
| 1981 | Millor director        | Toro salvatge           | Candidat  |
| 1991 | Millor director        | Un dels nostres         | Candidat  |
| 1991 | Millor guió            | Un dels nostres         | Candidat  |
| 1994 | Millor director        | L'edat de la innocència | Candidat  |
| 1996 | Millor director        | Casino                  | Candidat  |
| 2003 | Millor director        | Gangs of New York       | Guanyador |
| 2005 | Millor director        | L'aviador               | Candidat  |
| 2007 | Millor director        | Infiltrats              | Guanyador |
| 2010 | Premi Cecil B. DeMille |                         | Guanyador |
| 2012 | Millor director        | Hugo                    | Guanyador |

### Premis BAFTA
| Any  | Categoria           | Pel·lícula                                    | Resultat  |
| ---- | ------------------- | --------------------------------------------- | --------- |
| 1976 | Millor director     | Alícia ja no viu aquí                         | Candidat  |
| 1977 | Millor director     | Taxi Driver                                   | Candidat  |
| 1984 | Millor director     | The King of Comedy                            | Candidat  |
| 1991 | Millor pel·lícula   | Un dels nostres                               | Guanyador |
| 1991 | Millor director     | Un dels nostres                               | Guanyador |
| 1991 | Millor guió adaptat | Un dels nostres                               | Guanyador |
| 2003 | Millor director     | Gangs of New York                             | Candidat  |
| 2005 | Millor director     | L'aviador                                     | Candidat  |
| 2007 | Millor director     | Infiltrats                                    | Candidat  |
| 2012 | BAFTA honorífic     |                                               | Guanyador |
| 2012 | Millor director     | Hugo                                          | Candidat  |
| 2012 | Millor documental   | George Harrison: Living in the Material World | Candidat  |

### Festival de Cinema de Berlín
| Any  | Categoria | Pel·lícula       | Resultat |
| ---- | --------- | ---------------- | -------- |
| 1992 | Os d'Or   | El cap de la por | Candidat |

### Festival de Cinema de Canes
| Any  | Categoria       | Pel·lícula            | Resultat  |
| ---- | --------------- | --------------------- | --------- |
| 1975 | Palma d'Or      | Alícia ja no viu aquí | Candidat  |
| 1976 | Palma d'Or      | Taxi Driver           | Guanyador |
| 1983 | Palma d'Or      | The King of Comedy    | Candidat  |
| 1986 | Palma d'Or      | Quina nit!            | Candidat  |
| 1986 | Millor director | Quina nit!            | Guanyador |

### Festival de Cinema de Venècia
| Any  | Categoria                | Pel·lícula      | Resultat  |
| ---- | ------------------------ | --------------- | --------- |
| 1990 | Millor director          | Un dels nostres | Guanyador |
| 1995 | Lleó d'Or per la carrera |                 | Guanyador |

### Premis César
| Any  | Categoria                    | Pel·lícula        | Resultat  |
| ---- | ---------------------------- | ----------------- | --------- |
| 1987 | Millor pel·lícula estrangera | Quina nit!        | Candidat  |
| 1991 | Millor pel·lícula estrangera | Un dels nostres   | Candidat  |
| 2000 | César d'honor                |                   | Guanyador |
| 2004 | Millor pel·lícula estrangera | Gangs of New York | Candidat  |

### Premis Emmy
| Any  | Categoria                                           | Pel·lícula                                                                                    | Resultat  |
| ---- | --------------------------------------------------- | --------------------------------------------------------------------------------------------- | --------- |
| 1995 | Millor programa cultural                            | Eric Clapton: Nothing But the Blues: An 'In the Spotlight Special'                            | Candidat  |
| 2004 | Millor minisèrie, pel·lícula o especial multicàmera | AFI Life Achievement Award: A Tribute to Robert De Niro                                       | Candidat  |
| 2004 | Millor sèrie de no ficció                           | The Soul of a Man                                                                             | Candidat  |
| 2006 | Millor director en programa de no ficció            | American Masters: No Direction Home: Bob Dylan Episodi "A Letter To Elia/Reflecting On Kazan" | Candidat  |
| 2006 | Millor sèrie de no ficció                           | American Masters                                                                              | Candidat  |
| 2011 | Millor director en sèrie dramàtica                  | Boardwalk Empire Episodi pilot                                                                | Guanyador |
| 2011 | Millor director en programa de no ficció            | American Masters: A Letter to Elia Episodi "A Letter To Elia/Reflecting On Kazan"             | Candidat  |
| 2011 | Millor sèrie dramàtica                              | Boardwalk Empire                                                                              | Candidat  |

### Premis Grammy
| Any  | Categoria                    | Pel·lícula                                     | Resultat  |
| ---- | ---------------------------- | ---------------------------------------------- | --------- |
| 2005 | Millor vídeo de llarg format | The Blues                                      | Candidat  |
| 2006 | Millor vídeo de llarg format | American Masters: No Direction Home: Bob Dylan | Guanyador |